# Střední anomálie
Střední anomálie je jedním z keplerovských elementů dráhy, popisujících pohyb kosmického tělesa (přirozeného, např. planety, komety apod., nebo umělého) v kosmickém prostoru. Vyjadřuje polohu tělesa, pohybujícího se na fiktivní kruhové dráze se stejnou délkou hlavní poloosy, jakou má skutečná dráha tělesa.
Střední anomálie je úhel s vrcholem ve středu fiktivní kruhové dráhy. Jedno rameno tvoří spojnice středu kružnice s periapsidou, druhé pak spojnice středu kružnice s polohou tělesa v daném čase.
Na střední anomálii lze pohlížet jako na časový údaj, kde jednotkou je 1/360 doby oběhu (resp. 2π doby oběhu pro radiány), a nula nastává při průchodu pericentrem.

## Charakteristika
Hodnota střední anomálie se rovná
{\displaystyle M=n(T-T_{0})},
kde n je střední denní pohyb, T0 je okamžik průchodu periapsidou (pericentrem) a T je okamžik, pro který se počítá hodnota střední anomálie. Obvykle se úhel posune do intervalu 0° ≤ M < 360°.
V některých případech, zejména u parabolických a hyperbolických drah, se hodnota střední anomálie neuvádí; místo toho je součástí elementů dráhy udání okamžiku průchodu tělesa periapsidou (pericentrem) dráhy T0. Z výše uvedené rovnice vyplývá, že pro okamžik T = T0 je M = 0.

## Další anomálie
Střední anomálie je fiktivní úhel.
Skutečný úhel, který těleso zaujme na eliptické dráze vůči středu elipsy, se nazývá pravá anomálie. U eliptických drah nastane rovnost střední anomálie a pravé anomálie pouze při průchodu tělesa apsidami (pericentrem a apocentrem) dráhy; v ostatních bodech dráhy se střední a pravá anomálie liší tím více, čím větší je hodnota excentricity dráhy e.
Úhel, který svírá spojnice toho ohniska, ve kterém je těžiště soustavy, a tělesa na oběžné dráze se spojnicí tohoto ohniska s periapsidou, se pak nazývá excentrická anomálie.